# Simone (média)
Pour les articles homonymes, voir Simone.
Simone est un média social d'information féministe diffusé exclusivement sur les réseaux sociaux. Il dispose également de sa page sur le site web de Femme actuelle. Créé par Céline Daugenet et Julien Lamury en 2018, il est lancé et détenu par le groupe Prisma, une filiale de Vivendi depuis avril 2021 et dont l'actionnaire majoritaire est Vincent Bolloré.

## Historique
Lancé le 19 avril 2018, Simone est un média d'information 100% vidéo et digital créé par Céline Daugenet, ancienne rédactrice en chef du Grand Journal et Julien Lamury, rédacteur en chef de Femme Actuelle. Le nom de Simone fait référence aux deux grandes féministes Simone de Beauvoir et Simone Veil, mais c'est aussi « Simone Louise de Pinet de Borde des Forest (sic), première Française à avoir obtenu un permis de conduire en 1929 ».
Diffusée sur Facebook, Instagram, Twitter, et Snapchat, Simone s'adresse aux femmes de 18-34 ans et propose de décrypter l'actualité « sous un prisme féminin et avec un ton décalé ». En novembre 2018, pour illustrer dans la réalité les inégalités salariales et le fait que les femmes soient généralement payées 25% de moins que les hommes, Simone réalise avec Laura Calu une caméra cachée dans laquelle l'humoriste incarne tour à tour, une boulangère, une serveuse ou une coiffeuse qui retire aux hommes 25% de leur baguette, verre ou coupe de cheveux. Rapidement virale, la vidéo dépasse les 7 millions de vues sur Facebook. Le 5 novembre 2019, Simone lance son premier événement consacré à la sexualité et au plaisir féminin, baptisé L'orgasm party.
En décembre 2019, Simone a remporté le Grand Prix Stratégies de l'innovation média.

## Ligne éditoriale
La ligne éditoriale de Simone se définit comme « féministe pop » et « engagée, moderne, mais pas excluant ». Simone valorise l'empouvoirement féminin en donnant « la parole à des femmes qu'on ne voit pas partout, souvent des anonymes ».